# Сборная Бельгии по хоккею с шайбой
Сборная Бельгии по хоккею с шайбой представляет Бельгию на международных турнирах по хоккею с шайбой. Участвовала в чемпионатах Европы по хоккею в 1910—1932 годах. Команда выиграла 1 золотую медаль (1913), 1 серебряную (1927) и 2 бронзовые (1910, 1911). В настоящее время играет во втором дивизионе Чемпионата мира по хоккею, в рейтинге ИИХФ (2024) занимает 39 место.

## История
В хоккей с шайбой в Бельгии играли ещё в XIX веке. Команда сыграла свой первый международный матч задолго до создания международной хоккейной федерации.

### В элитном дивизионе
Команда приняла участие и в первом континентальном чемпионате. По окончании I мировой войны в 1920 году в крупнейшем бельгийском порту Антверпен прошли VII Олимпийские игры, в рамках этого мероприятия впервые прошёл и хоккейный турнир. Впоследствии ИИХФ признало этот турнир первым чемпионатом мира и так получилось, что состоялся он в Бельгии. Более мировые чемпионаты элитного дивизиона эта страна не принимала.
На II зимних Олимпийских играх в Швейцарии которые также являлись и третьим мировым чемпионатом бельгийцы заняли пятое место, что является их наилучшим достижением за всё время. С 1930 года мировые чемпионаты стали проходить ежегодно, однако бельгийцы на них принимали участие уже не регулярно. Последний раз в элитном дивизионе Бельгия выступила в Лондоне в 1950 году.

### В низших дивизионах
Затем вновь последовал перерыв. Следующий раз они появились на мировом чемпионате в 1955 году в ФРГ и выступали в группе В. С 1961 года в Швейцарии команда начала выступать в третьем по силе мировом хоккейном дивизионе. По прежнему выступления на мировой арене были не регулярными, в 1989 году бельгийские хоккеисты оказались уже в четвёртом хоккейном дивизионе. Только с этого года выступления Бельгии стали регулярными.
Турнир во второй раз (после 1920 года) прошёл в Бельгии, хозяева заняли первое место и вернулись в группу С. Однако вскоре вновь вернулись обратно в четвёртый дивизион. После реорганизации хоккейной структуры Бельгия выступает во втором дивизионе в группе В, за исключением одного сезона когда команда играла в группе А.

## Функционеры
Часто бельгийские представители занимали и занимают ведущие посты в ИИХФ. Дважды руководителем федерации были бельгийцы это Генри ван ден Булке (два раза) и чемпион Европы 1913 года Поль Луак (занимал пост рекордное количество лет — 25).